# 키아라
키아라(Kiiara, 1995년 5월 24일 ~ )는 미국의 싱어송라이터이다. 대표곡은 "Gold"로, 애플 워치의 15초 짜리 광고 영상 "Style"의 배경 음악으로 쓰이면서 큰 성공을 거뒀다.

## 음반 목록

### EP
- Low Kii Savage (2016)